# Arne Honoré
Arne Honoré (30. august 1922 i Fredericia – 19. december 2008 i Greve) var en dansk journalist og radiovært.
Honoré begyndte som journalist ved den socialdemokratiske presse i Jylland. Han var først hos avisen Sønderjyden i Haderslev fra 1946 og siden hos avisen Frit Folk i Fredericia. Han blev tilknyttet Danmarks Radios underholdningsafdeling på freelance-basis i 1951, og i 1953 blev han programsekretær. Han blev fastansat i 1957 og lavede bl.a. quiz- og underholdningsprogrammer. Honoré bestyrede flere gange ønskeprogrammet Giro 413, og i 1977 blev han vært for telefonprogrammet Gæt en sang. Han gik på pension i 1989.
Under sin karriere modtog Honoré flere anerkendelser, bl.a. Den Gyldne Rose i 1977, og i 1978 blev han kåret til Årets radiofavorit. 
Han var gift med sangerinden Birthe Buch.

## Filmografi
- Soldaterkammerater (1958)